# Туйметов, Ильбар Юсуфович
Ильбар Юсуфович Туйметов (14 апреля 1923 — 11 ноября 2000, Владимир) — советский театральный актёр, народный артист РСФСР (1973).

## Биография
Ильбар Юсуфович Туйметов родился 14 апреля 1923 года. 
Участник Великой Отечественной войны. Начал свою театральную карьеру рабочим сцены, не имея театрального образования. С 1955 года играл в Сталиногорском драматическом театре (сейчас Новомосковск), затем — в Ногинском драматическом театре (сейчас Московский областной театр драмы и комедии).
С 1959 года до конца жизни в течение 40 лет играл во Владимирском драматическом театре, где играл вместе с Евгением Евтигнеевым и Владимиром Кашпуром. В 1973 году стал первым в театре народным артистом РСФСР.  В 1975—1985 годах возглавлял Владимирское областное отделение Всероссийского театрального общества. 
Умер 11 ноября 2000 года во Владимире.

## Награды и премии
- Заслуженный артист РСФСР (20.12.1966)[3].
- Народный артист РСФСР (7.12.1973).
- Областная премия в области театрального искусства «Триумф» за роль Петрушки в пьесе «Горе от ума» (1999).
- Орден Дружбы (4.7.2000)[4].

## Работы в театре
- «Горе от ума» А. С. Грибоедов — Петрушка
- «Старосветские помещики» Н. В. Гоголь — Афанасий Иванович

## Фильмография
- 1982 — Полёты во сне и наяву — прохожий, поднявший Сергея Макарова